# Tamalín
Tamalín é um município do estado de Veracruz, no México. Tem uma superfície de 417,85 km² e localiza-se a 21°20'N 97°49'W. Em julho acontece a festa em honra a Virgem de Guadalupe, padroeira da cidade.